# Filip Marković
Filip Marković (in serbo Филип Марковић?; Čačak, 3 marzo 1992) è un ex calciatore serbo, di ruolo attaccante.

## Biografia
Suo fratello Lazar è anch'esso un calciatore.

## Caratteristiche tecniche
È un'ala destra.

## Carriera

### Club
È cresciuto nelle giovanili del Partizan.
Ha esordito il 14 agosto 2010 con il Teleoptik in un match vinto 2-0 contro il Sinđelić Niš.

## Statistiche

### Presenze e reti nei club
Statistiche aggiornate al 7 luglio 2017.
| Stagione             | Squadra              | Campionato           | Campionato | Campionato | Coppe nazionali | Coppe nazionali | Coppe nazionali | Coppe continentali | Coppe continentali | Coppe continentali | Altre coppe | Altre coppe | Altre coppe | Totale | Totale | Totale |
| Stagione             | Squadra              | Comp                 | Pres       | Reti       | Comp            | Pres            | Reti            | Comp               | Pres               | Reti               | Comp        | Pres        | Reti        | Pres   | Reti   |        |
| -------------------- | -------------------- | -------------------- | ---------- | ---------- | --------------- | --------------- | --------------- | ------------------ | ------------------ | ------------------ | ----------- | ----------- | ----------- | ------ | ------ | ------ |
| 2010-2011            | Teleoptik            | PL                   | 23         | 4          | KS              | 1               | 0               |                    | -                  | -                  |             | -           | -           | 0      | 0      |        |
| 2011-2012            | Teleoptik            | PL                   | 32         | 5          | KS              | 1               | 0               |                    | -                  | -                  |             | -           | -           | 0      | 0      |        |
| 2012-2013            | Teleoptik            | PL                   | 23         | 5          | KS              | 1               | 0               |                    | -                  | -                  |             | -           | -           | 0      | 0      |        |
| Totale Teleoptik     | Totale Teleoptik     | Totale Teleoptik     | 78         | 14         |                 | 3               | 0               |                    | -                  | -                  |             | -           | -           | 81     | 14     |        |
| 2013-2014            | Benfica B            | SL                   | 21         | 1          |                 | -               | -               |                    | -                  | -                  |             | -           | -           | 21     | 1      |        |
| 2014-2015            | Maiorca              | SD                   | 13         | 1          | CR              | 1               | 0               |                    | -                  | -                  |             | -           | -           | 0      | 0      |        |
| 2015-2016            | R.E. Mouscron        | JPL                  | 31         | 4          | CB              | 1               | 0               |                    | -                  | -                  |             | -           | -           | 0      | 0      |        |
| 2016-2017            | R.E. Mouscron        | JPL                  | 28         | 6          | CB              | 2               | 1               |                    | -                  | -                  |             | -           | -           | 0      | 0      |        |
| Totale R.E. Mouscron | Totale R.E. Mouscron | Totale R.E. Mouscron | 59         | 10         |                 | 3               | 1               |                    | -                  | -                  |             | -           | -           | 62     | 11     |        |
| Totale carriera      | Totale carriera      | Totale carriera      | 171        | 26         |                 | 7               | 1               |                    | -                  | -                  |             | -           | -           | 178    | 27     |        |